# Quiomara

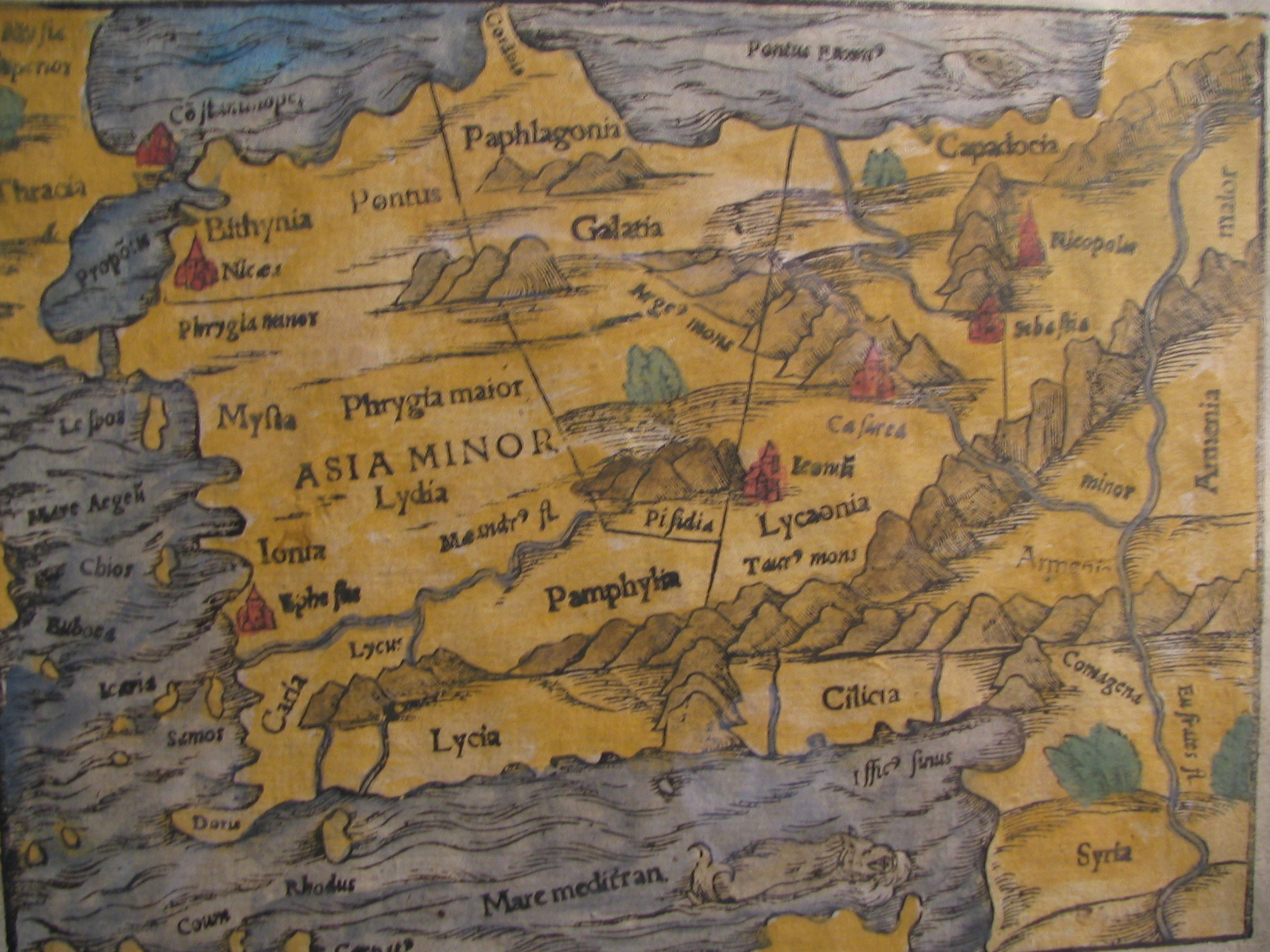
Mapa del, mostrando Galacia, hoy una región de Turquía.

Quiomara (latín: Chiomara; griego: Χιομάρα) fue una noble gálata y la esposa de Ortiagón, jefe de los volcas tectósages, una de las tres tribus de Galacia durante la guerra de estas contra Roma, en 189 a. C.
Durante esta guerra, Cneo Manlio Vulsón lideró una victoriosa campaña contra los celtas de Galacia. Uno de sus centuriones fue puesto a cargo de un grupo de cautivos que incluía a Quiomara, descrita como «una mujer de belleza excepcional». El romano le hizo insinuaciones sexuales, y al ser rechazado, la violó. Entonces le ofreció, para aliviar su vergüenza, conseguir el rescate de su gente, para lo que envió con el mensaje a uno de sus esclavos, también cautivo. Sus compatriotas llegaron al lugar designado con el rescate, y mientras el centurión contaba el oro, Quiomara les indicó –inclinando la cabeza, según Plutarco; ordenándoselo en su propia lengua, según Tito Livio– que le cortaran la cabeza. Quiomara se llevó la cabeza del centurión y la arrojó a los pies de su marido. Éste al tomar conocimiento de lo que había hecho le reprocha que es importante conducirse con integridad al hacer tratos, a lo que ella le responde que es más importante que sólo un hombre que se haya acostado con ella permanezca vivo.
Se dice que el historiador griego Polibio la conoció en Sardes, y que le impresionó su «buen sentir e inteligencia».